# Tentativa de golpe de Estado na Etiópia em 1989
A tentativa de golpe de Estado na Etiópia de 1989 ocorreu em 16 de maio de 1989,  enquanto o Presidente da República Democrática Popular da Etiópia, Mengistu Haile Mariam, estava fora do país para uma visita de Estado de quatro dias a República Democrática Alemã (Alemanha Oriental).
A tentativa de golpe foi realizada por altos oficiais militares, liderados pelo ex-comandante da Força Aérea da Etiópia, major-general Fanta Belay. O ministro da Defesa, Haile Giyorgis Habte Mariam, foi morto pelo major-general Abera Abebe após se recusar a se juntar à revolta. Mengistu retornou em 24 horas e nove generais, incluindo o então comandante da Força Aérea e o chefe do Estado-Maior do Exército, morreram quando o golpe foi esmagado.  Doze oficiais militares de alto escalão foram executados em 1990 por seu papel na tentativa golpista. Após ser capturado, o major-general Fanta Belay foi morto enquanto tentava escapar. 